# 隠し砦の三悪人
『隠し砦の三悪人』（かくしとりでのさんあくにん）は、1958年公開の日本の時代劇映画である。監督は黒澤明、主演は三船敏郎。モノクロ、東宝スコープ、139分。

## 概要
戦国時代を舞台に、敗国の侍大将が世継ぎの姫と軍用金を擁し、2人の百姓を従えて敵中突破する姿を描いた冒険活劇である。黒澤作品初のシネマスコープ作品で、ワイド画面を活かした迫力ある映像とアクションが中心の娯楽大作となった。製作日数の大幅な遅滞と、それによる製作費の増大を引き起こしたが、興行的に大ヒットし、第9回ベルリン国際映画祭で監督賞と国際映画批評家連盟賞を受賞した。

## あらすじ

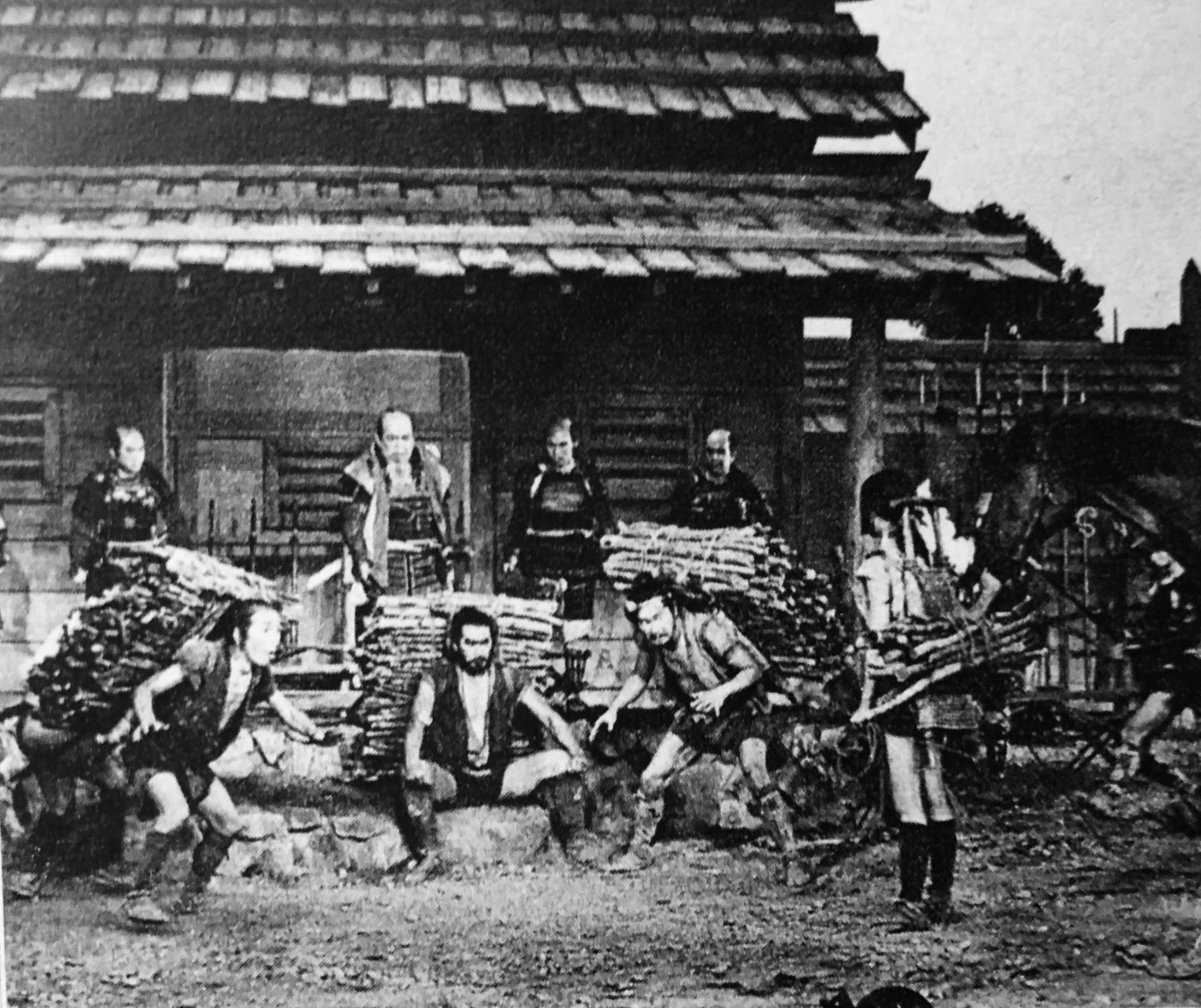
前列の左から藤原釜足、三船敏郎、千秋実、上原美佐

百姓の太平と又七は、褒賞を目当てに山名家と秋月家の戦いに参加したが、何も出来ないまま秋月の城は落ち、山名の捕虜になって焼け落ちた秋月城で埋蔵金探しの苦役をさせられる。夜、捕虜たちが暴動を起こし、それに紛れて二人は脱走する。二人は谷で、薪の中から秋月の紋章が刻まれた金の延べ棒を発見する。そこに屈強な男が現れる。
男の正体は秋月家の侍大将・真壁六郎太で、落城後、大量の金を薪に仕込んで泉に隠し、秋月家の生き残りである雪姫や重臣らとともに、山中の隠し砦に身を潜めていた。秋月家再興のため、同盟国の早川領へ逃げ延びる方法を思案していた六郎太であったが、秋月領と早川領の国境は山名に固められている。しかし太平と又七が口にした、一度敵の山名領に入ってから早川領へ抜けるという脱出法を聞いてこれを実行に移すことと決める。六郎太について隠し砦に行った二人は、そこで女に出会う。六郎太はその女を「俺のものだ」と言うが、その女こそ雪姫だった。彼女の落とした櫛から姫だと目星をつけた又七は、恩賞欲しさに町へ出かけるが、姫はすでに打ち首になったと聞く。しかし、それは雪姫の身代わりとなった妹の小冬だった。
六郎太は、気性の激しい雪姫の正体を百姓二人にも隠し通すために唖（おし）に仕立て、太平と又七を連れて早川領を目指す。彼らが出立した後、重臣らが残る隠し砦は追っ手に攻められて燃え落ちてしまう。最初の関所でさっそく一行は怪しまれるが、六郎太は隠している金を逆に見せて、番卒に突き出す。そして「褒美をくれ」と駄々をこねるうちに、関所を通される。夜、山名の城下町にある木賃宿に泊まり、人買いに売られた百姓娘を見た雪姫は、彼女を買い戻させ仲間に入れる。
道中、六郎太一行を怪しんだ騎馬武者に発見される。六郎太は武者を斬り捨てるうちに、かつての盟友にして宿敵である山名の侍大将・田所兵衛の陣に駆け込んでしまう。二人は槍で果たし合いをし、六郎太は兵衛を打ち負かす。又七と太平は姫に手を出そうとするが、彼女の正体を姫と見抜いて恩義を感じている百姓娘に阻まれる。
一行は火祭りの準備のために薪を運んでいる群集にこれ幸いと紛れ込む。しかし祭りの場には、不審な素振りの者がいればすぐに捕えるべく監視の山名兵が配されていた。又七と太平は祭りの火に薪をくべることを拒むが、六郎太は「燃やせ燃やせ！踊れ踊れ！」と薪を炎の中に投げ込んで燃やしてしまい、楽しそうに踊る姫に反して、二人は情けない顔で踊る。翌朝、灰の中から拾い上げた金を背負って一行は再び進むが、追手が迫り、又七と太平は唖であるはずの姫からかけられた「さらばじゃ」の言葉に戸惑いつつも逃亡してしまう。そして、早川領まであと一歩というところで姫と六郎太と娘は山名兵に捕えられる。峠の関所で捕らわれの身となった三人の前に兵衛が現れる。果たし合いの件で大殿に罵られ、弓杖で顔を打たれて傷を負った兵衛は六郎太を恨む。雪姫は「姫は楽しかった。潔く死にたい」と腹をくくり、六郎太も男泣きする。それに心動かされた兵衛は、処刑の日、「裏切り御免！」と宣言して姫と六郎太を解放し、三人は馬に乗って早川領へ逃げのびる。
又七と太平は早川の城に連行されると、本来の姿に戻った雪姫と六郎太、そして兵衛に再会し、ようやく彼等の素性を明かされて仰天する。六郎太は、運んだ金は秋月家再興に用いるため雪姫ですら自由にできないと、せめてもの褒美として大判一枚を二人に渡す。金にこだわり続けていた二人だったが、今は褒美の大判を譲り合いながら仲良く家路につく。

## キャスト
- 真壁六郎太：三船敏郎
- 太平：千秋実
- 又七：藤原釜足
- 雪姫：上原美佐
- 田所兵衛：藤田進
- 娘：樋口年子
- 長倉和泉：志村喬
- 老女：三好栄子
- 峠の関所番卒：藤木悠
- 早川方の騎馬侍：土屋嘉男
- 立札の前の男：高堂国典
- 落武者：加藤武
- 山名の番卒：三井弘次（松竹）
- 橋の関所奉行：小川虎之助
- 人買いの親父：上田吉二郎
- 峠の関所番卒：富田仲次郎
- 火祭りの男：田島義文
- バクチ打ち：沢村いき雄
- 秋月の雑兵：大村千吉
- 六郎太に捕えられる足軽：堺左千夫
- 山名の足軽：佐藤允
- 秋月の雑兵：小杉義男
- 六郎太に捕えられる足軽：谷晃
- 橋の関所番卒：佐田豊
- 峠の関所番卒：笈川武夫
- 屈強な若者：中丸忠雄
- 山名の足軽：熊谷二良
- 山名の雑兵：広瀬正一
- 山名の落武者：西条悦朗、長島正芳
- 馬を買う侍：大橋史典
- 伝令の騎馬武士：大友伸
- 見張りの武士：伊藤実、鈴木治夫、金沢重勝
- 対岸の山名の足軽：日方一夫
- 秋月の雑兵[1]：中島春雄
- 秋月の雑兵：久世竜
- 山名の足軽：千葉一郎、砂川繁視
- 屈強な若者：緒方燐作
- 荷車を追う騎馬武者：山口博義、坂本晴哉
- 火祭りの女達：日劇ダンシングチーム

## スタッフ
- 監督：黒澤明
- 製作：藤本真澄、黒澤明
- 脚本：菊島隆三、小国英雄、橋本忍、黒澤明
- 撮影：山崎市雄
- 美術：村木与四郎
- 録音：矢野口文雄、下永尚
- 照明：猪原一郎
- 音楽：佐藤勝
- 美術監修：江崎孝坪
- 監督助手：野長瀬三摩地
- 特殊技術：東宝技術部
- 製作担当者：根津博
- 振付：県洋二
- 音響効果：三縄一郎
- 監督助手：田実泰良、坂野義光、松江陽一、高瀬昌弘
- 撮影助手：斎藤孝雄、木村大作
- 剣術指導：杉野嘉男（香取神道流）
- 流鏑馬指導：金子家教、遠藤茂（大日本弓馬会武田流）

## 製作

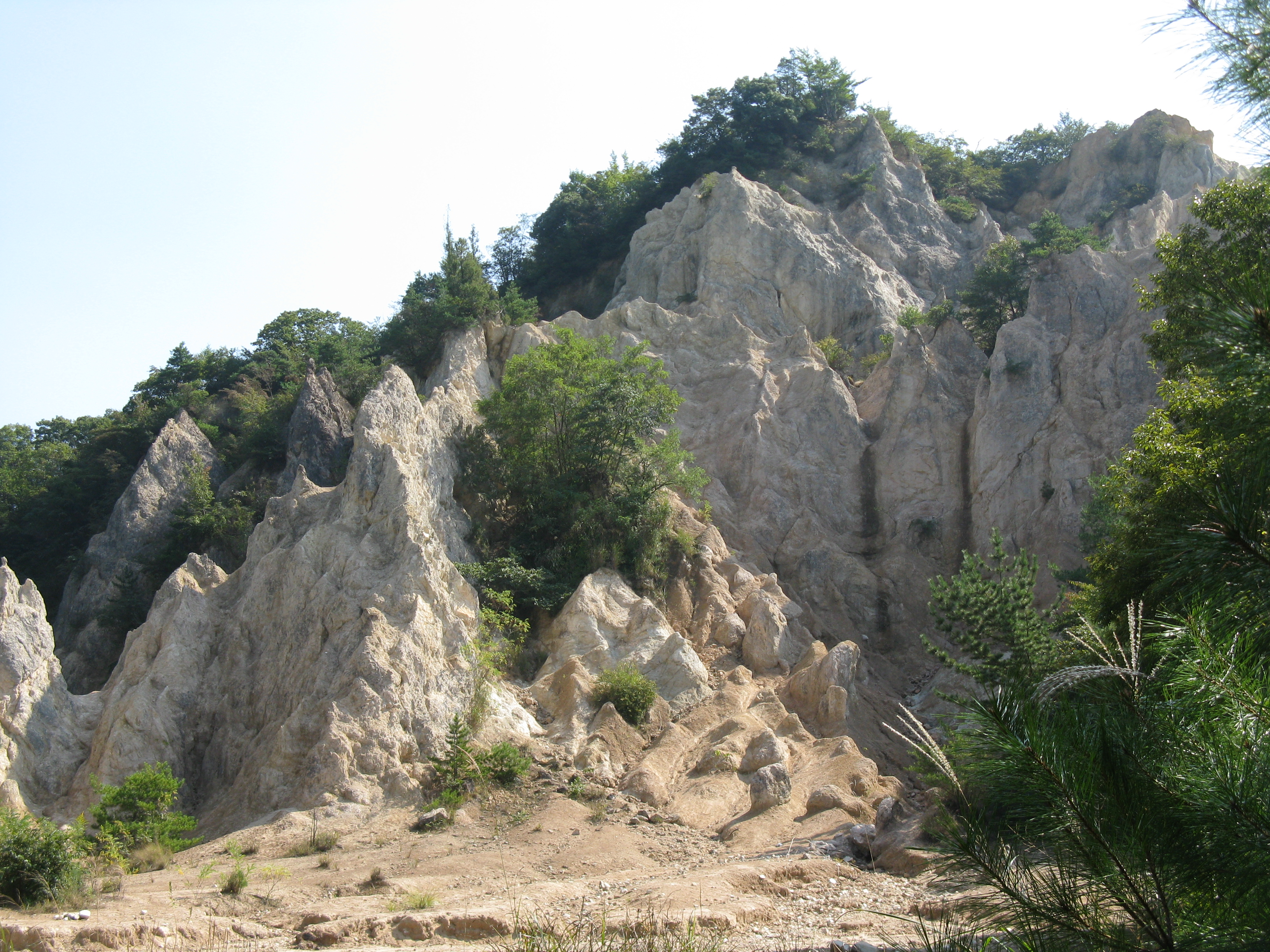
本作の隠し砦の撮影地となった蓬萊峡。

1956年、黒澤明は若手監督のために3本の時代劇映画をプロデュースする話を進めていた。本作はその1本として脚本家の菊島隆三が提案した企画で、甲府市出身の菊島が子供時代に甲府城で焼米を掘って遊んだ思い出から、焼米を軍用金にして隠していたらどうなるかという発想をしてアイデアが生まれた。当初は鈴木英夫監督で予定されたが、最終的に黒澤が監督することになった。脚本は案を出した菊島が第1稿を書くことになったが、30枚ぐらいしか書いていない段階で招集がかかり、黒澤、小國英雄、橋本忍が加わって4人で共同執筆した。敵中突破などの方法は、黒澤が次々と困難な状況を設定し、その解決方法をみんなで考えながら書き進めた。
1958年5月27日、兵庫県西宮市の蓬萊峡で撮影開始した。蓬莱峡は秋月の隠し砦の舞台となり、秋月城のセットは「農場オープン」と呼ばれた東宝撮影所の敷地内に建てられた。8月から御殿場市の富士山麓で撮影を行うが、天候不順で雨と霧の日が続き、撮影日数は大幅に遅れた。当初は撮影実働日数が83日間、製作費が9000万円で、8月末に完成を予定していたが、最終的に撮影実働日数は147日間、製作費は1億9500万円にまで増大した。プロデューサーの藤本真澄は、完成遅延の責任を取って完成当日に社長に進退伺いを出したが、「過去は一切を問わず、今後、再びこの種の問題を起こさないような方法を考究する」として却下された。これがきっかけで、1959年に東宝と黒澤が折半出資して黒澤プロダクションを設立し、以後は黒澤も自作に対して経済的責任を負うことになった。
ヒロインの雪姫役は、若くてお姫様らしい気品と野性味があるというイメージに合う人物を探すため、全国から4000人もの応募者を集めてオーディションをするが候補者は見つからず、全国の東宝系社員にも探させ、ようやく社員がスカウトした上原美佐が抜擢された。応募者の中には若林映子や樋口年子もおり、樋口は本作で百姓娘役に抜擢された。黒澤は上原にエリザベス・テイラーのようなメイクを施そうとしたが、最終的に能面「喝食」の表情に似せるようにした。上原は演技経験のない素人であり、あまり喋らせないようにするために口が利けない設定になっている。また、田所兵衛役は当初松本幸四郎が演じる筈だったが、撮影日数の延長により出演できなくなり、藤田進が代役を務めた。
三船敏郎演じる真壁六郎太が馬で敵の騎馬武者を追いかけて斬り捨てるシーンは、三船がスタントマンを使わずに演じた。三船は両手で刀を握って八双の構えをとり、膝だけで馬を制御している。黒澤は疾走する馬を移動撮影ではなく、3台の望遠レンズを付けたカメラでパンニングで撮ることで、ダイナミックなスピード感を出した。また、六郎太たちが鉄砲隊に狙撃されるシーンでは、本物の銃弾を撃たせ、わずかに狙いがそれるように撮ろうとしたが、さすがに三船も弾丸をかわすことは出来ず、編集で実弾が着弾するショットを繋いでいる。着弾シーンも普通は火薬を使うが、火薬だと煙が出てしまうため、実弾を打ち込むことにした。

## 音楽
佐藤優作曲。サウンドトラックアルバムは65曲から構成されている。

## 評価
配給収入は3億4264万円で、1958年度の邦画配給収入ランキングで5位となるが、東宝配給映画の年間興行成績（58年7月～59年6月）では1位を記録した。第32回キネマ旬報ベスト・テンでは日本映画第2位に選ばれ、橋本忍が脚本賞を受賞した。さらに第9回ブルーリボン賞の作品賞に加え、第9回ベルリン国際映画祭の監督賞と国際映画批評家連盟賞を受賞した。
キネマ旬報が発表したオールタイム・ベストでは、1999年の「オールタイム・ベスト100 日本映画編」で49位、2009年の「オールタイム・ベスト映画遺産200 日本映画篇」で106位にランクした。
映画批評集積サイトのRotten Tomatoesには33件のレビューがあり、批評家支持率は97%で、平均点は8.48/10、観客支持率は93%となっている。

## 影響
1977年公開のジョージ・ルーカス監督作『スター・ウォーズ エピソード4/新たなる希望』のアイデアは、本作を基にしていることを監督自らが語っている。ルーカスはC-3POとR2-D2が、百姓コンビの太平と又七をモデルにしたことも認めている。ほかにも、黒澤映画の特徴的技法であるワイプによる場面転換を採用し、レイア姫の男勝りな性格や行動には雪姫の影響がある。黒澤の渡米時に通訳を務めたオーディ・E・ボックによると、黒澤がルーカスやアーヴィン・カーシュナーらと会合した時に、『七人の侍』の海外放映の著作権をめぐる裁判について話をし、その後にルーカスが『スター・ウォーズ』が本作からヒントを得ていることを語ると、周りから「裁判沙汰になるのがいやだったら、間違ったって私は盗作しましたなんて、正直に告白するもんじゃないよ」と冗談交じりに言われたという。
なお、スター・ウォーズエピソード4公開当時、星新一が早くも冒頭シーンと「隠し砦の三悪人」との類似について独自に気付いており、エッセイに書き残している。
ジョン・ミリアス監督も1975年公開の『風とライオン』で、三船のアクションシーンを模倣している。2008年には樋口真嗣監督でリメイク作『隠し砦の三悪人 THE LAST PRINCESS』が公開された。また、黒澤映画のファンである漫画家の和田慎二は、1973年に本作を元にした漫画『炎の剣』を『別冊マーガレット』3月号に掲載した。

## その他
- 劇中、火祭りの歌の歌詞は室町時代の成立である『閑吟集』の「なにせうぞ くすんで 一期は夢よ ただ狂へ」に由来する。この歌集に先行する類似の文句としては、室町幕府初代将軍足利尊氏の清水寺への請願文の書き出しとして有名な「この世は夢のごとくに候」がある。
- 後半、木を持って太平と又七が逃げるシーンで「県境を超えれば早川領」というセリフがあるが、当時県ではないためDVD字幕では「国境」と直されている。

## テレビ放送
1981年4月4日、フジテレビ系列の『ゴールデン洋画劇場』（因みにこの日が金曜から土曜へ移動した初回）の特別企画『映画ビッグスペシャル』（19:33 - 22:54）第2部（第1部は『速報!第53回アカデミー賞授賞式』）でテレビ放送された。なお映画終了後は、黒澤監督を始め、本作の出演者である千秋実・藤原釜足・上原美佐が出演、当時を振り返った。この時上原は女優業を引退していたため「引退後、主婦、二児の母」と紹介されている。

## リメイク
『隠し砦の三悪人 THE LAST PRINCESS』参照。

## 舞台
2023年7月 - 8月、東京・明治座、大阪・新歌舞伎座で上演予定。

### キャスト（舞台）
- 真壁六郎太 - 上川隆也[33]
- 又七 - 風間俊介[33]
- 太平 - 六角精児[33]
- 雪姫 - 小林由依（櫻坂46）[33]
- 田所兵衛 - 宇梶剛士[33]
- 山名竹膳 - 佐藤アツヒロ[34]
- 陽之助 - 高木トモユキ[34]
- 伊織 - 平田裕一郎[34]
- 三之丞 - 岡宏明[34]
- カメ - 北村由海[34]
- 小冬 - 前田悠雅[34]

### スタッフ（舞台）
- 原作：黒澤明、橋本忍、小國英雄、菊島隆三「隠し砦の三悪人」
- 上演台本・演出：横内謙介[33]